# Troup
Troup és una població dels Estats Units a l'estat de Texas. Segons el cens del 2007 tenia 2.082 habitants.

## Demografia
Segons el cens del 2000, Troup tenia 1.949 habitants, 731 habitatges, i 491 famílies. La densitat de població era de 320,2 habitants per km².
Dels 731 habitatges en un 35,7% hi vivien nens de menys de 18 anys, en un 46,1% hi vivien parelles casades, en un 17,1% dones solteres, i en un 32,8% no eren unitats familiars. En el 29,7% dels habitatges hi vivien persones soles el 18,5% de les quals corresponia a persones de 65 anys o més que vivien soles. El nombre mitjà de persones vivint en cada habitatge era de 2,6 i el nombre mitjà de persones que vivien en cada família era de 3,24.
Per edats la població es repartia de la següent manera: un 29,8% tenia menys de 18 anys, un 8,5% entre 18 i 24, un 27% entre 25 i 44, un 17,6% de 45 a 60 i un 17,1% 65 anys o més.
L'edat mediana era de 34 anys. Per cada 100 dones de 18 o més anys hi havia 77,7 homes.
La renda mediana per habitatge era de 29.969 $ i la renda mediana per família de 35.750 $. Els homes tenien una renda mediana de 30.761 $ mentre que les dones 18.370 $. La renda per capita de la població era de 13.554 $. Aproximadament el 13,6% de les famílies i el 18,8% de la població estaven per davall del llindar de pobresa.

## Poblacions més properes
El següent diagrama mostra les poblacions més properes.